# Xã Silver Creek, Quận Sanborn, Nam Dakota
Xã Silver Creek (tiếng Anh: Silver Creek Township) là một xã thuộc quận Sanborn, tiểu bang Nam Dakota, Hoa Kỳ. Năm 2010, dân số của xã này là 92 người.